# 原子力発電を主題にした楽曲の一覧
原子力発電を主題にした楽曲の一覧（げんしりょくはつでんをしゅだいにしたがっきょくのいちらん）。
原子力発電（原発）を主題にした楽曲は、単に原発について扱う、または反原発（脱原発）を直接的・間接的に扱う楽曲。

## 一覧

### 主な音楽家の楽曲
| 音楽家                                   | 作品                           | 年月日        | 作詞                                       | 作曲                                              | ジャンル               | 言語           |
| ---------------------------------------- | ------------------------------ | ------------- | ------------------------------------------ | ------------------------------------------------- | ---------------------- | -------------- |
| RCサクセション                           | サマータイム・ブルース         | 1988年        | 忌野清志郎                                 | エディ・コクラン、 ジェリー・ケイプハート（原曲） | ロック                 | 日本語         |
| アリス・クーパー                         | Nuclear Infected               | 1980年        |                                            |                                                   | ハード・ロック         | 英語           |
| アレア                                   | Lobotomia                      | 1974年        | インストゥルメンタル                       |                                                   | プログレッシブ・ロック | —              |
| アンチドート                             | Nuclear Power? No Thanks!      | 1986年        |                                            |                                                   | ロック、ポップ         | 英語           |
| イワン・ファルス                         | Proyek 13                      | 1991年        |                                            |                                                   | ロック、ポップ         | インドネシア語 |
| オイ・ポロイ                             | No Filthy Nuclear Power        | 1987年        |                                            |                                                   | ハードコア             | 英語           |
| 踊ってばかりの国                         | セシウム                       | 2012年        | 下津光史                                   | 下津光史                                          | ロック                 | 日本語         |
| 加藤登紀子                               | チェルノブイリ                 | 1997年        | 加藤登紀子                                 | 加藤登紀子                                        | 歌謡曲                 | 日本語         |
| 加藤登紀子                               | 原発ジプシー（闇の中で）       | 1997年        | 加藤登紀子                                 | 加藤登紀子                                        | 歌謡曲                 | 日本語         |
| キリンジ                                 | 祈れ呪うな                     | 2012年        | 堀込高樹                                   | 堀込高樹                                          | ロック                 | 日本語         |
| ギル・スコット＝ヘロン                   | We Almost Lost Detroit         | 1979年        |                                            |                                                   | ジャズ、ソウル         | 英語           |
| クラフトワーク                           | ニュース                       | 1975年        | ヒュッター、 シュナイダー                  | ヒュッター、 シュナイダー                         | 電子音楽               | 英語           |
| COMA-CHI                                 | Say "No" !                     | 2011年4月24日 | COMA-CHI                                   | COMA-CHI                                          | ヒップホップ           | 日本語         |
| ザ・タイマーズ                           | 原発賛成音頭                   | 1988年-1989年 | ゼリー                                     | ゼリー                                            | ロック                 | 日本語         |
| THE BLUE HEARTS                          | チェルノブイリ                 | 1988年7月1日  | 真島昌利                                   | 真島昌利                                          | ロック                 | 日本語         |
| 斉藤和義                                 | 青い光                         | 2000年3月23日 | 斉藤和義                                   | 斉藤和義                                          | ロック、ポップ         | 日本語         |
| 斉藤和義                                 | ずっとウソだった               | 2011年4月8日  | 斉藤和義                                   | 斉藤和義                                          | ロック、ポップ         | 日本語         |
| 佐野元春                                 | 警告どおり 計画どおり          | 1988年8月18日 | 佐野元春                                   | 佐野元春                                          | ロック、ポップ         | 日本語         |
| 沢田研二                                 | F.A.P.P                        | 2012年3月11日 | 沢田研二                                   | 柴山和彦                                          | ロック、ポップ         | 日本語         |
| 沢田研二                                 | Fridays Voice                  | 2013年3月11日 | 沢田研二                                   | 柴山和彦                                          | ロック、ポップ         | 日本語         |
| 沢田研二                                 | 櫻舗道                         | 2014年3月11日 | 沢田研二                                   | 下山淳                                            | ロック、ポップ         | 日本語         |
| 沢田研二                                 | 一握り人の罪                   | 2014年3月11日 | 沢田研二                                   | 大山泰輝                                          | ロック、ポップ         | 日本語         |
| 沢田研二                                 | みんな入ろ                     | 2014年3月11日 | 沢田研二                                   | 沢田研二                                          | 合唱                   | 日本語         |
| 沢田研二                                 | こっちの水苦いぞ               | 2015年3月11日 | 沢田研二                                   | 下山淳                                            | ロック、ポップ         | 日本語         |
| 沢田研二                                 | 限界臨界                       | 2015年3月11日 | 沢田研二                                   | GRACE                                             | ロック、ポップ         | 日本語         |
| 沢田研二                                 | 犀か象                         | 2016年3月11日 | 沢田研二                                   | 依知川伸一                                        | ロック、ポップ         | 日本語         |
| 沢田研二                                 | ISONOMIA                       | 2017年3月11日 | 沢田研二                                   | 白井良明                                          | ロック、ポップ         | 日本語         |
| 沢田研二                                 | 核なき世界                     | 2018年3月11日 | 沢田研二                                   | 白井良明                                          | ロック、ポップ         | 日本語         |
| 沢田研二                                 | 根腐れpolitician               | 2019年3月11日 | 沢田研二                                   | 柴山和彦                                          | ロック、ポップ         | 日本語         |
| ジョン・ホール                           | Power                          | 1979年        |                                            |                                                   | ロック                 | 英語           |
| SUGIZO                                   | NO MORE NUKES PLAY THE GUITAR  | 2011年4月13日 | インストゥルメンタル                       | SUGIZO                                            | ロック、ポップ         | —              |
| スティング&ザ・レディオアクターズ        | Nuclear Waste                  | 1977年        |                                            |                                                   | ロック、ポップ         | 英語           |
| 寺尾紗穂                                 | 私は知らない                   | 2012年        | 寺尾紗穂                                   | 寺尾紗穂                                          | ポップ                 | 日本語         |
| Dragon Ash                               | チェルノブイリに悲しい雨が降る | 1997年        | 降谷建志                                   | 降谷建志                                          | ミクスチャー・ロック   | 日本語         |
| トリオ ザ キャップス                     | かえせ!地球を 2011             | 2011年        |                                            |                                                   | ヒップホップ           | 日本語         |
| Birth Control                            | Nuclear Reactor                | 1982年        |                                            |                                                   | ロック、ポップ         | 英語           |
| THE HELLO WORKS                          | MURDER MUZIK                   | 2011年        | M.KOSHIMA Y.MATSUMOTO S.MATSUMOTO ROBO-CHU | THE HELLO WORKS                                   | ヒップホップ           | 日本語         |
| ブラッド・スウェット・アンド・ティアーズ | Nuclear Blues                  | 1980年        |                                            |                                                   | フュージョン、ブルース | 英語           |
| ブルース・スプリングスティーン           | Roulette                       | 1979年        |                                            |                                                   | ロック、ポップ         | 英語           |
| 卍LINE                                   | 日本のうた                     | 2011年4月14日 |                                            |                                                   | レゲエ                 | 日本語         |

### インディーズ等の音楽家の楽曲
| 音楽家                             | 作品                       | 年月日            | 作詞               | 作曲               | ジャンル                 | 言語   |
| ---------------------------------- | -------------------------- | ----------------- | ------------------ | ------------------ | ------------------------ | ------ |
| アンニャ・ライト                   | No more GENPATSU           | 2011年4月         |                    |                    | ロック、ポップ           | 英語   |
| ECD                                | PICO CURIE                 | 1987年            |                    |                    | ヒップホップ             | 日本語 |
| ECD                                | 反原発REMIX                | 2011年4月18日     |                    |                    | ヒップホップ             | 日本語 |
| 板谷信彦                           | 原発はいらねぇ             | 2011年4月頃       |                    |                    | フォーク、ポップ         | 日本語 |
| 内田ボブ                           | おおチェルノブイリ         | 1988年            | 内田ボブ           | 内田ボブ           | フォーク                 | 日本語 |
| 内田ボブ                           | 原発葬送歌                 | 1980年代末頃      | 内田ボブ           | 内田ボブ           | フォーク、レゲエ         | 日本語 |
| 苅田狼藉                           | 恋の原発事故               | 2007年            | 抱いとく           | アマノアキ棒       | 同人音楽                 | 日本語 |
| ココロ&カナル                      | LOVE!LOVE!ハイロ!          | 2012年            |                    |                    | ポップ                   | 日本語 |
| ザ・サンヨンズ                     | 東京原発                   | 2002年12月4日     |                    |                    | ロック、ポップ           | 日本語 |
| THE NOVEMBERS                      | chernobyl                  | 2008年            | 小林祐介           | THE NOVEMBERS      | オルタナティヴ・ロック   | 日本語 |
| Jessie Murphy in the Woods         | Song for Fukushima         | 2011年3月         |                    |                    | フォーク、ポップ         | 英語   |
| 宍戸一賀                           | 虚しいよ                   | 2011年4月         |                    |                    | ブルース                 | 日本語 |
| ステルスマン                       | 原子力                     | 2011年6月24日     | ステルスマン       | ステルスマン       | パレード・パンク         | 日本語 |
| 制服向上委員会                     | ダッ!ダッ!脱・原発の歌     | 2011年6月         |                    |                    | ポップ                   | 日本語 |
| So-So                              | 空が落ちてくる!            | 1989年7月         |                    |                    | ロック、ポップ           | 日本語 |
| 朴保（パク・ポー）                 | もんじゅ                   | 1995年末-1996年頃 | 朴保               | 朴保               | フォーク                 | 日本語 |
| 橋本美香&制服向上委員会            | 原発さえなければ           | 2011年6月         |                    |                    | ポップ                   | 日本語 |
| 姫野洋三                           | 若狭の海                   | 1994年            | 姫野洋三           | 姫野洋三           | 演歌、歌謡曲             | 日本語 |
| 双葉双一                           | R離棟からの手紙            | 2012年12月12日    | 双葉双一           | 双葉双一           | フォーク、現代詩         | 日本語 |
| マザー・エレクトリック・カンパニー | 原発ロックン・ロール       | 1989年4月21日     |                    |                    | ロック、ポップ           | 日本語 |
| 南正人                             | On the Road                | 1991年夏          |                    |                    | フォーク                 | 日本語 |
| ヤプーズ                           | 去る四月の二十六日         | 1988年            | 戸川純             | 中原信雄           | ニュー・ウェイヴ、テクノ | 日本語 |
| ランキン・タクシー                 | 誰にも見えない，匂いもない | 1997年            | ランキン・タクシー | ランキン・タクシー | レゲエ                   | 日本語 |

## 関連楽曲
原子力発電をテーマにした楽曲を作っている音楽家は、広範囲に原子力・核エネルギーの楽曲を作っている場合があり、例えば忌野清志郎は「SHELTER OF LOVE - ツル・ツル」（RCサクセション）、「ラブ・ミー・テンダー」（RCサクセション）、「LONG TIME AGO」（ザ・タイマーズ）、「メルト・ダウン」（忌野清志郎&2・3'S）など、オイ・ポロイは「Nuclear Waste」、ギル・スコット＝ヘロンは「Shut 'Um Down」、THE BLUE HEARTSは「旅人」である。
原発の楽曲はないが原子力・核エネルギーの楽曲があるのは例えばL'Arc〜en〜Cielで彼らの「snow drop」におけるプロモーション・ビデオ、X JAPANのhideで彼の「A STORY」、この2つの楽曲は核戦争後の世界を描く。デュラン・デュランはウラニウムの歌「Playing with Uranium」がある。
浜田省吾は核兵器を背景にしたジャケットのアルバム「PROMISED LAND 〜約束の地」を発表し、アルバム中で特に「僕と彼女と週末に」は浜田自身、印象的な曲と位置付け、「語り部分」を含めて核を示唆する。尾崎豊は「核(CORE)」で反核の意義を問い、「COOKIE」で公害など社会の歪みを歌う。井上陽水は「最後のニュース」で問題提起の1つに原子力を挙げる。ザ・クラッシュの「ロンドン・コーリング」は1979年3月28日のスリーマイル原発事故が意識された歌詞である。原子力・核エネルギーの楽曲は反戦歌に区分されるものもある。
坂本龍一主催のSTOP ROKKASHOプロジェクトでは、坂本龍一、Shing02、クリスチャン・フェネス他多数の参加アーティストが青森県六ヶ所再処理工場の放射性物質による汚染に関した音楽作品を提供している。
クラシック作品では原子力潜水艦クルスク沈没事故犠牲者の追悼曲であるデニス・エバーハード作曲のピアノ協奏曲「白鳥の影」（Shadow of the Swan）がある。